# Moonrise Festival

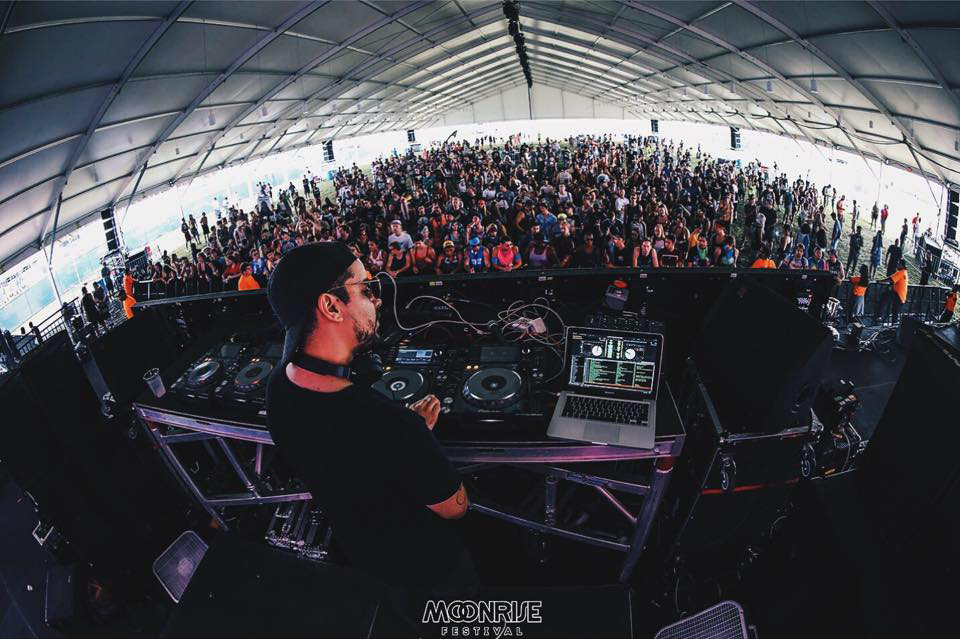
DJ beim Moonrise Festival

Das Moonrise Festival ist ein dreitägiges Musikfestival für Elektronische Tanzmusik, welches jährlich in Baltimore, Maryland, Vereinigte Staaten stattfindet.
Das Festival wurde erstmals 2014 auf der Pimlico-Pferderennbahn in Baltimore abgehalten. Nach der erfolgreichen Premiere mit 15.000 Zuschauern wurde eine Fortführung beschlossen. Auf vier Floors wird ein breiteres Spektrum der elektronischen Musik abgebildet, darunter Techno, House, Trap, Trance und Drum`n`Bass.

## Künstler (Auswahl)
Tiësto, Diplo, Marshmello, Bassnectar, Above & Beyond, Die Antwoord, Kaskade, DJ Snake, Zedd, Oliver Heldens, Afrojack, Alan Walker, R3hab, Slushii uvm.